# 5'-呈味核苷酸二鈉
5'-核糖核苷酸二鈉（英語：Disodium 5'-ribonucleotides）E編號E635，是一種增味劑，與穀氨酸盐協同作用，可產生鮮味，是肌苷酸二鈉和鳥苷酸二鈉的混合物。
通常用於食品中已經含有天然谷氨酸鹽或添加了谷氨酸一鈉的食品，例如於麵條，零食，薯片，餅乾，醬料和快餐食品中用来调味。食品加工业中使用的呈味核酸二纳是通過將天然化合物鳥苷酸和肌苷酸的鈉鹽混合而製得。

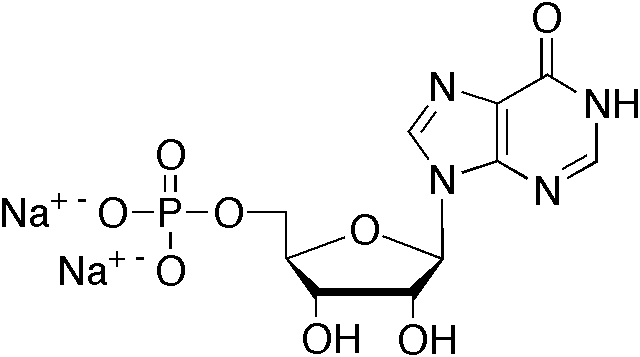
肌苷酸二鈉

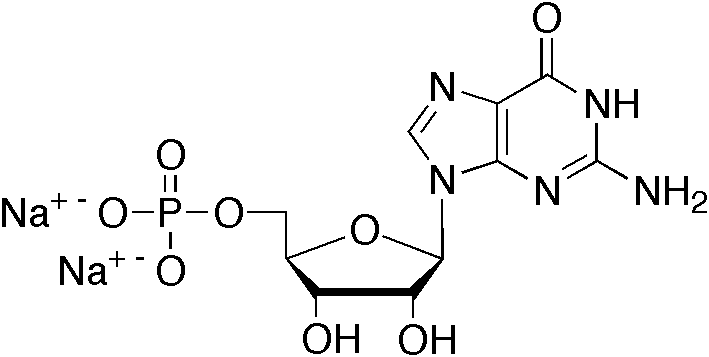
鳥苷酸二鈉